# Bolsa de Tirana
La Bolsa de valores de Tirana (TSE, en idioma albanés: Bursa e Tiranës), fue la principal bolsa de valores de Albania con sede en Tirana.

## Historia
La Bolsa de Tirana fue la primera creada en Albania. Se creó originalmente como un departamento del Banco de Albania con el objetivo de separarla después de un período de transición de varios años. Se organizó como un mercado impulsado por la ley, y su actividad principal consistía en la negociación secundaria de bonos del tesoro y bonos del gobierno. Inicialmente, las sesiones de negociación se llevaban a cabo dos veces por semana, pero después de octubre de 1997, las sesiones comenzaron a celebrarse todos los días hábiles y se aceptaron como instrumentos de negociación los bonos del tesoro de 3 y 6 meses. Operó el mercado primario de letras del tesoro hasta el 1 de agosto de 1998. Después de esa fecha, las subastas se realizaron en el Departamento de Operaciones Monetarias del Banco de Albania.
Fue finalmente abolida por el Banco de Albania el 1 de julio de 2002 para continuar con su organización y operación como una sociedad anónima. Adquirió la licencia como mercado de valores el 1 de julio de 2003 por la Autoridad de Supervisión Financiera. Esta licencia se renovó nuevamente en 2005 por un período de 2 años. En 2007, fue autorizada por la Autoridad de Supervisión Financiera por un período indefinido hasta 2014.[cita requerida]

## Actividad
En abril de 2007, la compañía presentó en el sitio web oficial la lista de compañías que participan en esta bolsa.
En diciembre de 2014, cerró su actividad.